# Kiskunlacháza
Kiskunlacháza è un comune dell'Ungheria di 9.010 abitanti (dati 2001) situato nella contea di Pest, nell'Ungheria settentrionale.

Kiskunlacháza è posto nella parte settentrionale dell'Ungheria centrale, a circa 6 km dal fiume Danubio e dal suo più grande vicino, Ráckeve. È diviso tra la più grande Lacháza, un villaggio prevalentemente protestante e ricco, e Pereg, un villaggio prevalentemente cattolico e rurale; questi due villaggi comprendono la sua terra e la sua popolazione.
Aeroporto di Kiskunlacháza
L'aeroporto di Kiskunlacháza si trova a 31 km dall'aeroporto internazionale Liszt Ferenc indirezione sud-est, creando condizioni perfette per gli aerei commerciali e per hobby. Ci sono tesori naturali vicino al Parco Nazionale di Kiskunság o al Danubio di Ráckevei , vicino all'aeroporto , che può essere raggiunto in auto in mezz'ora .
La superficie totale dell'aeroporto è di 485 ettari, ovvero cinque volte l'area dell'isola Margherita a Budapest. L'aeroporto di Kiskunlacháza è dotato di 35 ettari di pavimentazione solida tra gli aeroporti privati nazionali. La pista di 2500 metri di lunghezza e 45 metri / lato sud della pista è contrassegnata da una pista attiva di 800 * 45 metri / 29.000 m 2 di piste stabili, asfaltate e laterali. Con questo, l'aeroporto di Kiskunlacháza è diventato l'aeroporto privato più moderno dell'Ungheria.

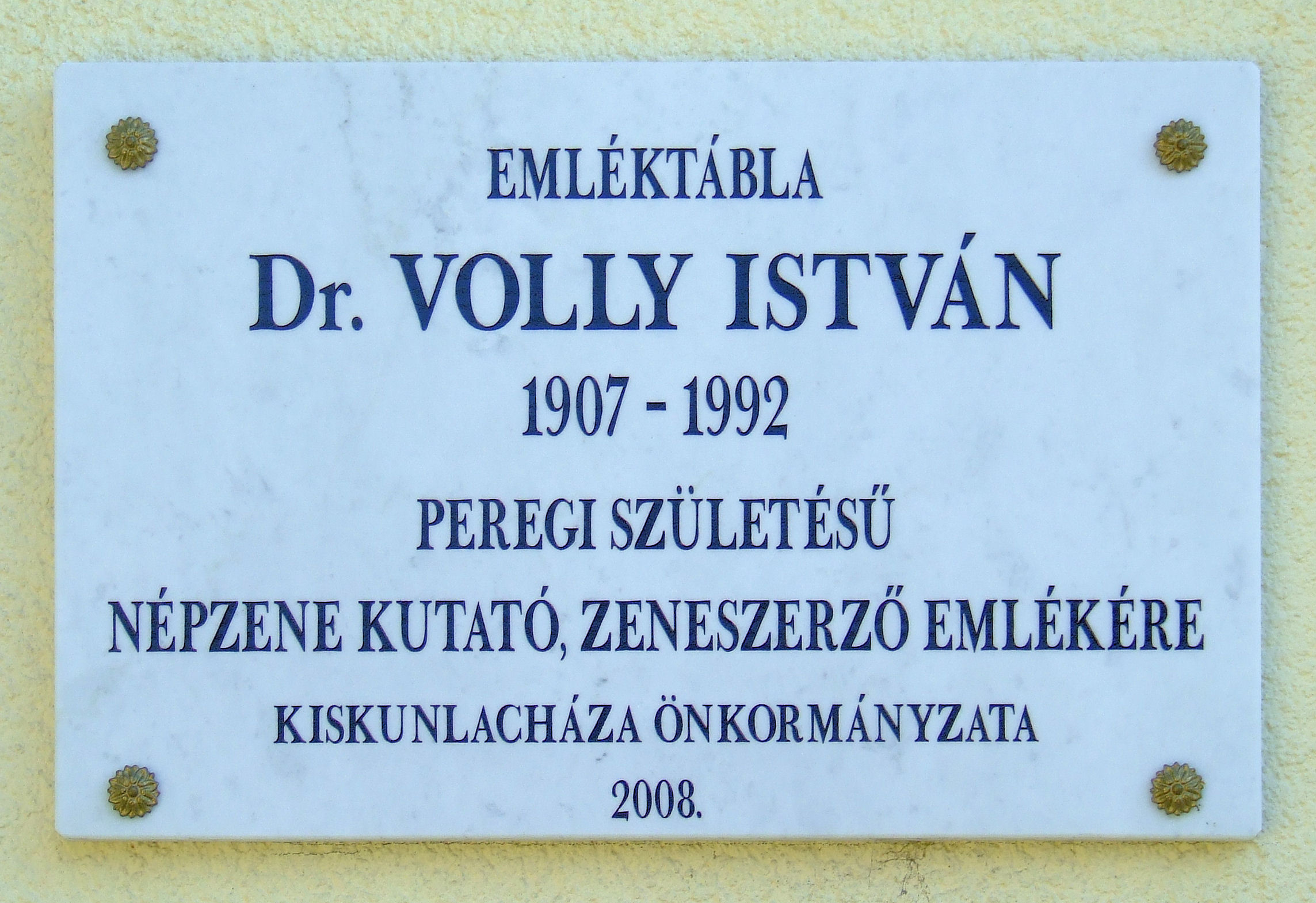